# Dioscorea carpomaculata
Dioscorea carpomaculata är en enhjärtbladig växtart som beskrevs av Oswaldo Téllez Valdés och Bernice Giduz Schubert. Dioscorea carpomaculata ingår i släktet Dioscorea och familjen Dioscoreaceae.

## Underarter
Arten delas in i följande underarter:
- D. c. carpomaculata
- D. c. cinerea